# 长叶铁角蕨
长叶铁角蕨（学名：Asplenium prolongatum）为铁角蕨科铁角蕨属下的一个种。

## 扩展阅读
- 維基物種上的相關：长叶铁角蕨